# Serene Husseini Shahid
Serene Husseini Shahid (tiếng Ả Rập: سيرين حُسيني شهيد; 1920 – 2008), được sinh ra và lớn lên ở thủ đô Jerusalem của Israel, là một thành viên của gia đình Husayni có uy thế. Cha của bà là Jamal al-Husayni, là anh em họ với Amin al-Husseini. Ông ngoại của bà là Thị trưởng Jerusalem Faidi al-Alami, và cậu của bà là Musa Alami. Bà được giáo dục tại trường Friends ở Ramallah, sau đó tiếp thục theo học Đại học Hoa Kỳ Beirut.
Sau năm 1967, bà bắt đầu tham gia vào "tiểu thủ công nghiệp" tại trại tị nạn Palestine. Bà tham gia vào các công việc thêu thùa dành cho phụ nữ Palestine, và là người điều hành các xưởng thêu vào các ngày cuối tuần. Bà cùng với Huguette Caland đã giúp nhau thành lập Hiệp hội Phát triển Các trại Palestine, hay còn gọi là "Inaash" (thành lập năm 1969) tại Liban, một hiệp hội dành riêng cho việc bảo tồn các món đồ thêu truyền thống của Palestine và giúp đỡ các phụ nữ và trẻ em ở trại tị nạn Palestine tại Liban. Bà cũng đã viết về các trang phục và những món đồ thêu của người Palestine, đồng thời cho triển lãm chúng tại Bảo tàng Nhân loại trong Bảo tàng Anh năm 1991.
Bà kết hôn với Munib Shahid, con trai của một gia đình quý tộc vào năm 1944 và họ định cư ở Beirut. Con gái của bà, Leila Shahid, là đặc phái viên của Palestine tại Ủy ban châu Âu. Hai cô con gái khác của bà, Maya và Zeina, thiết kế và quảng bá các tác phẩm thêu của Palestine cho Inaash.